# Schizostachyum perrieri
Schizostachyum perrieri är en gräsart som beskrevs av Aimée Antoinette Camus. Schizostachyum perrieri ingår i släktet Schizostachyum och familjen gräs. Inga underarter finns listade i Catalogue of Life.